# Piedra de Coade

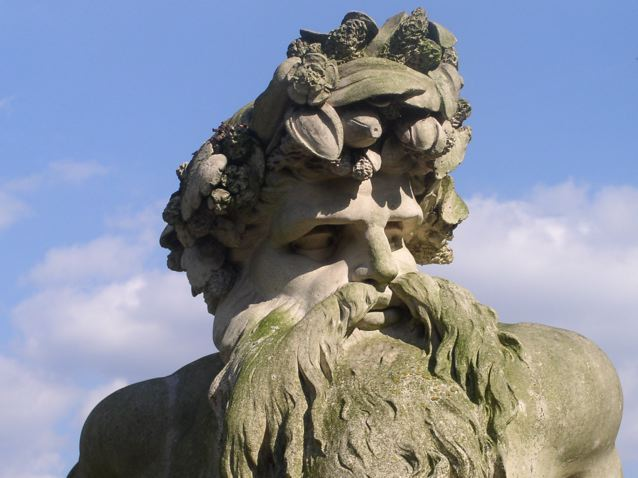
Thames Padre, una escultura de piedra de Coade por John Bacon, ante Ham House, en Londres

La piedra de Coade es un tipo de cerámica, que se puede describir como un tipo de piedra artificial. Fue fabricada y comercializada por Eleanor Coade (1733 - 1821) desde 1769 hasta 1833. El aumento de la construcción en el Londres de aquel tiempo condujo a una fuerte demanda de material para decorar y embellecer las fachadas de los edificios y viviendas de arquitectura georgiana, construidos con ladrillos. Diversos puntos de venta de la empresa de Eleanor Coade, ubicada en Westminster Bridge Road, proporcionaban una amplia gama de soluciones llave en mano para los constructores y arquitectos, desde pequeñas piedras para adornar los marcos de puertas y ventanas, hasta fachadas enteras. La fábrica estaba situada en Lambeth (Londres) en la ubicación actual del Royal Festival Hall.

## Historia

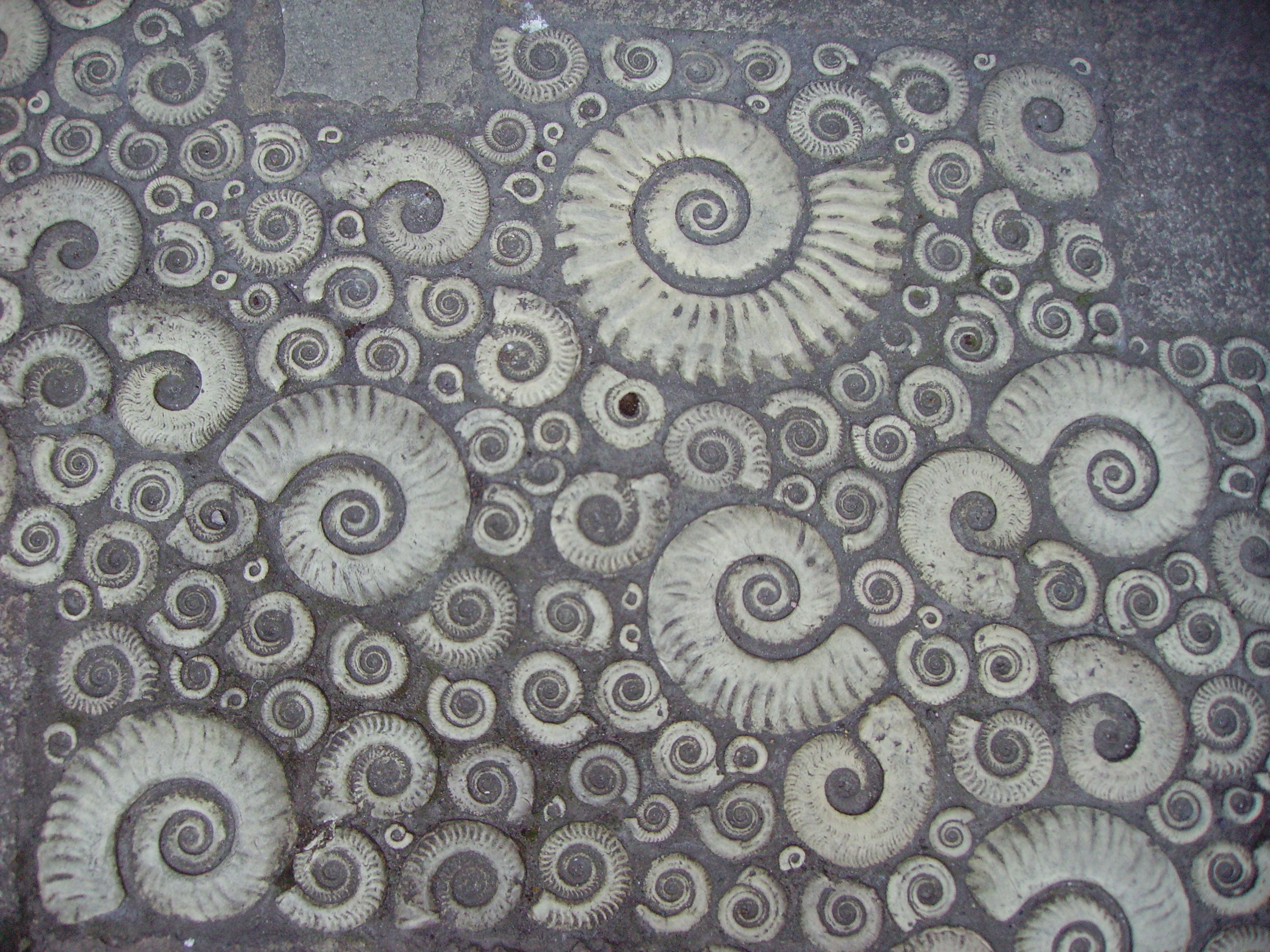
Ammonites en el suelo delante del museo de Philpot, Lyme Regis

La piedra Coade no fue el primer material de este tipo vendido en el Reino Unido. Alrededor de 1720, Richard Holt obtuvo una patente de una piedra al horno, pero de menor calidad. Otros fabricantes también trataron de entrar en este comercio; el último fue el conocido Daniel Pincot. Todos estos materiales eran de una calidad inferior a la que tenía la piedra Coade y se rompían con facilidad.
El éxito comercial de la compañía de la señora de Coade fue tener una base de clientes arquitectos, como Robert Adam, y el hecho de que algunas de sus obras fueron por encargo de clientes ilustres, como Jorge III y otros miembros de la nobleza del Reino Unido. Después de la muerte de Eleanor Coade, la empresa se declaró en quiebra en 1833.

## Composición química
Contrariamente a la creencia popular aún hoy existente, la fórmula de la piedra de Coade es conocida. Su fabricación requiere técnicas especializadas, sobre todo un control muy bueno de las temperaturas usadas en los hornos de cocción.
La fórmula utilizada es:
- 10% de chamota
- 10.5% de sílex triturado
- 5-10% de cuarzo fino (para reducir la disminución en la cocción)
- 10% de sosa cáustica en polvo
- 60-70% de arcilla de bola de Dorset o Devon.

La mezcla está hecha de cerámica cocida previamente, vuelta a reducir a polvo una vez cocida, se solía utilizar la cerámica con demasiados defectos para su uso estándar. La cocción tiene una duración de cuatro días a una temperatura de 1100 °C. Una vez los materiales ya secos y cocidos, se consigue que el peso de la mezcla se reduzca aproximadamente un 8%, como consecuencia del proceso de cocción.

## Ejemplo de uso

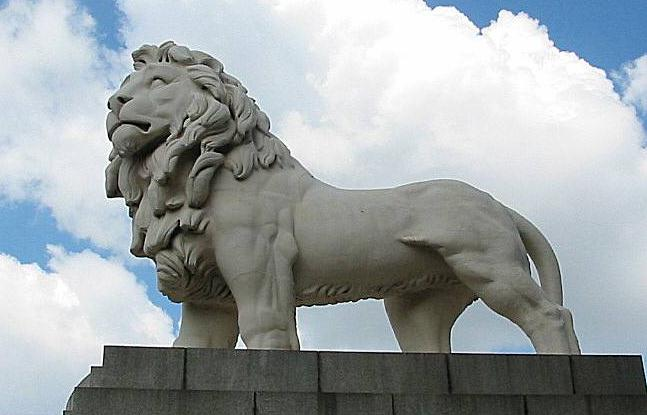
The Red Lion

Uno de los más famosos ejemplos es la estatua del león en el extremo sur del puente de Westminster de Londres, ubicada inicialmente en la fábrica de la antigua Red Lion en Lambeth (Londres). La estatua se trasladó desde la parte superior de la fábrica de cerveza, cuando fue demolida en 1950. Al trasladarla, se encontraron las iniciales del escultor y la fecha, 24 de mayo de 1837, en las patas del león. La estatua resistió perfectamente durante 170 años la atmósfera corrosiva de Londres. Finalmente, se quitó la pintura roja de la estatua original, dejando a la vista la piedra de Coade.
- Los adornos del monumento a Nelson de Burnham Thorpe, sustituido por fibra de vidrio el 1980.
- La fachada de Schomberg House
- La tumba de Capitán Bligh
- La entrada al Zoo de Río de Janeiro
- El Catedral de Saint Paul (Londres)
- La cubierta posterior del Palacio de Buckingham
- Castillo de Howard

etc ...
- Hay más de 650 episodios con ejemplos de la piedra de Coade en el mundo documental de la serie  Héroes locales  de la BBC (televisión).[6]